# Championnat d'Afrique des nations féminin de handball 2021
Navigation
Congo 2018 Sénégal 2022
La 24e édition du Championnat d'Afrique des nations féminin de handball, aussi appelée CAN, se déroule du 8 au 18 juin 2021 à Yaoundé au Cameroun.
Organisée par la Confédération africaine de handball (CAHB), elle met aux prises les meilleures équipes nationales africaines féminines de handball. Initialement prévue du 2 au 12 décembre 2020, la compétition a dû être repoussée en juin 2021 à cause de la pandémie de Covid-19. Les quatre équipes demi-finalistes de la compétition sont qualifiées pour le Championnat du monde 2021.
La compétition se conclut sur la victoire de l'Angola qui est sacré champion d'Afrique pour la 14e fois de son histoire. L'Angola, le Cameroun, finaliste, la Tunisie, troisième, et le Congo, quatrième, se qualifient pour le Championnat du monde 2021 en Espagne.

## Modalités
Les douze équipes sont réparties en trois groupes de quatre. Les deux meilleures équipes de chaque groupe ainsi que les deux meilleurs troisièmes de l'ensemble des groupes sont qualifiées pour les quarts de finale. Les quatre autres équipes jouent des matchs de classement.
Le tirage au sort pour la composition des deux groupes a été réalisé le 1er avril 2021 à Yaoundé au Palais des sports de Yaoundé, :
- Groupe A : Sénégal, Tunisie, Guinée Conakry, Madagascar
- Groupe B : RD Congo, Cameroun, Nigeria, Kenya
- Groupe C : Angola, Congo, Algérie, Cap-Vert.

Juste avant le début de la compétition, la Confédération africaine de handball (CAHB) annonce le forfait de l'Algérie qui devait jouer dans le groupe C. Par conséquent, la compétition se joue à seulement à 11 équipes et un nouveau calendrier du tournoi a été dévoilé par la CAHB.

## Tour préliminaire
- Qualifié pour le tour principal
- Classement des troisièmes
- Éliminé

Toutes les heures indiquées sont en heure locale UTC+1.

### Groupe A
|   | Équipe     | Pts | J | G | N | P | Bp  | Bc  | Diff |
| - | ---------- | --- | - | - | - | - | --- | --- | ---- |
| 1 | Tunisie    | 6   | 3 | 3 | 0 | 0 | 104 | 56  | 48   |
| 2 | Sénégal    | 4   | 3 | 2 | 0 | 1 | 87  | 66  | 21   |
| 3 | Guinée     | 2   | 3 | 1 | 0 | 2 | 82  | 78  | 4    |
| 4 | Madagascar | 0   | 3 | 0 | 0 | 3 | 48  | 121 | -73  |

| 9 juin 2021 14 h 00 | Sénégal  | 42 – 16 | Madagascar | Palais polyvalent des sports de Yaoundé, Yaoundé |
| 9 juin 2021 14 h 00 | (20 - 9) |         |            | Palais polyvalent des sports de Yaoundé, Yaoundé |

| 9 juin 2021 18 h 00 | Tunisie   | 30 – 27 | Guinée | Palais polyvalent des sports de Yaoundé, Yaoundé |
| 9 juin 2021 18 h 00 | (15 - 12) |         |        | Palais polyvalent des sports de Yaoundé, Yaoundé |

| 11 juin 2021 14 h 00 | Madagascar | 16 – 44 | Tunisie | Palais polyvalent des sports de Yaoundé, Yaoundé |
| 11 juin 2021 14 h 00 | (10 - 21)  |         |         | Palais polyvalent des sports de Yaoundé, Yaoundé |

| 11 juin 2021 18 h 00 | Guinée    | 20 – 32 | Sénégal | Palais polyvalent des sports de Yaoundé, Yaoundé |
| 11 juin 2021 18 h 00 | (11 - 16) |         |         | Palais polyvalent des sports de Yaoundé, Yaoundé |

| 13 juin 2021 14 h 00 | Guinée    | 35 – 16 | Madagascar | Palais polyvalent des sports de Yaoundé, Yaoundé |
| 13 juin 2021 14 h 00 | (19 - 10) |         |            | Palais polyvalent des sports de Yaoundé, Yaoundé |

| 13 juin 2021 16 h 00 | Sénégal  | 13 – 30 | Tunisie | Palais polyvalent des sports de Yaoundé, Yaoundé |
| 13 juin 2021 16 h 00 | (7 - 16) |         |         | Palais polyvalent des sports de Yaoundé, Yaoundé |

### Groupe B
|   | Équipe   | Pts | J | G | N | P | Bp | Bc  | Diff |
| - | -------- | --- | - | - | - | - | -- | --- | ---- |
| 1 | Cameroun | 6   | 3 | 3 | 0 | 0 | 97 | 56  | 41   |
| 2 | RD Congo | 4   | 3 | 2 | 0 | 1 | 98 | 58  | 40   |
| 3 | Nigeria  | 2   | 3 | 1 | 0 | 2 | 67 | 87  | -20  |
| 4 | Kenya    | 0   | 3 | 0 | 0 | 3 | 53 | 108 | -55  |

| 8 juin 2021 14 h 00 | Nigeria  | 16 – 35 | RD Congo | Palais polyvalent des sports de Yaoundé, Yaoundé Arbitrage : El-Saied, El-Saied |
| 8 juin 2021 14 h 00 | (3 - 18) |         |          | Palais polyvalent des sports de Yaoundé, Yaoundé Arbitrage : El-Saied, El-Saied |

| 8 juin 2021 18 h 00 | Cameroun | 40 – 16 | Kenya | Palais polyvalent des sports de Yaoundé, Yaoundé Arbitrage : Diop, Faye |
| 8 juin 2021 18 h 00 | (21 - 8) |         |       | Palais polyvalent des sports de Yaoundé, Yaoundé Arbitrage : Diop, Faye |

| 10 juin 2021 16 h 00 | RD Congo | 42 – 16 | Kenya | Palais polyvalent des sports de Yaoundé, Yaoundé |
| 10 juin 2021 16 h 00 | (21 - 4) |         |       | Palais polyvalent des sports de Yaoundé, Yaoundé |

| 10 juin 2021 18 h 00 | Cameroun  | 31 – 19 | Nigeria | Palais polyvalent des sports de Yaoundé, Yaoundé |
| 10 juin 2021 18 h 00 | (14 - 13) |         |         | Palais polyvalent des sports de Yaoundé, Yaoundé |

| 12 juin 2021 16 h 00 | Nigeria   | 26 – 21 | Kenya | Palais polyvalent des sports de Yaoundé, Yaoundé |
| 12 juin 2021 16 h 00 | (12 - 11) |         |       | Palais polyvalent des sports de Yaoundé, Yaoundé |

| 12 juin 2021 18 h 00 | RD Congo  | 21 – 26 | Cameroun | Palais polyvalent des sports de Yaoundé, Yaoundé |
| 12 juin 2021 18 h 00 | (10 - 10) |         |          | Palais polyvalent des sports de Yaoundé, Yaoundé |

### Groupe C
|   | Équipe   | Pts | J | G | N | P | Bp | Bc | Diff |
| - | -------- | --- | - | - | - | - | -- | -- | ---- |
| 1 | Angola   | 4   | 2 | 2 | 0 | 0 | 68 | 38 | 30   |
| 2 | Congo    | 2   | 2 | 1 | 0 | 1 | 58 | 52 | 6    |
| 3 | Cap-Vert | 0   | 2 | 0 | 0 | 2 | 37 | 73 | -36  |

| 9 juin 2021 16 h 00 | Angola   | 39 – 14 | Cap-Vert | Palais polyvalent des sports de Yaoundé, Yaoundé Arbitrage : Krichen, Makhlouf |
| 9 juin 2021 16 h 00 | (16 - 5) |         |          | Palais polyvalent des sports de Yaoundé, Yaoundé Arbitrage : Krichen, Makhlouf |

| 11 juin 2021 16 h 00 | Cap-Vert  | 23 – 34 | Congo | Palais polyvalent des sports de Yaoundé, Yaoundé |
| 11 juin 2021 16 h 00 | (13 - 21) |         |       | Palais polyvalent des sports de Yaoundé, Yaoundé |

| 13 juin 2021 18 h 00 | Angola    | 29 – 24 | Congo | Palais polyvalent des sports de Yaoundé, Yaoundé |
| 13 juin 2021 18 h 00 | (16 - 11) |         |       | Palais polyvalent des sports de Yaoundé, Yaoundé |

### Classement des troisièmes
Le classement est déterminé en retirant le résultat obtenu face à l'équipe classée quatrième (pour les groupes A et B) :
|     | Équipe   | Pts | J | G | N | P | Bp | Bc | Diff |
| --- | -------- | --- | - | - | - | - | -- | -- | ---- |
| 3.1 | Guinée   | 0   | 2 | 0 | 0 | 2 | 47 | 62 | -15  |
| 3.2 | Nigeria  | 0   | 2 | 0 | 0 | 2 | 35 | 66 | -31  |
| 3.3 | Cap-Vert | 0   | 2 | 0 | 0 | 2 | 37 | 73 | -36  |

## Phase finale

### Tableau récapitulatif
|  | Quarts de finale | Quarts de finale | Quarts de finale | Quarts de finale |          |          | Demi-finales   | Demi-finales   | Demi-finales                  | Demi-finales                  |                               |                               | Finale         | Finale         | Finale         | Finale         |
|  |                  |                  |                  |                  |          |          |                |                |                               |                               |                               |                               |                |                |                |                |
|  | 15 juin, 14h00   | 15 juin, 14h00   | 15 juin, 14h00   | 15 juin, 14h00   |          |          | 16 juin, 15h30 | 16 juin, 15h30 | 16 juin, 15h30                | 16 juin, 15h30                |                               |                               | 18 juin, 18h00 | 18 juin, 18h00 | 18 juin, 18h00 | 18 juin, 18h00 |
|  | 15 juin, 14h00   | 15 juin, 14h00   | 15 juin, 14h00   | 15 juin, 14h00   |          |          | 16 juin, 15h30 | 16 juin, 15h30 | 16 juin, 15h30                | 16 juin, 15h30                |                               |                               | 18 juin, 18h00 | 18 juin, 18h00 | 18 juin, 18h00 | 18 juin, 18h00 |
|  | [A1] Tunisie     | [A1] Tunisie     | 27               | 27               |          |          | 16 juin, 15h30 | 16 juin, 15h30 | 16 juin, 15h30                | 16 juin, 15h30                |                               |                               | 18 juin, 18h00 | 18 juin, 18h00 | 18 juin, 18h00 | 18 juin, 18h00 |
|  | [A1] Tunisie     | [A1] Tunisie     | 27               | 27               |          |          | 16 juin, 15h30 | 16 juin, 15h30 | 16 juin, 15h30                | 16 juin, 15h30                |                               |                               | 18 juin, 18h00 | 18 juin, 18h00 | 18 juin, 18h00 | 18 juin, 18h00 |
|  | [3.1] Guinée     | [3.1] Guinée     | 20               | 20               |          |          | 16 juin, 15h30 | 16 juin, 15h30 | 16 juin, 15h30                | 16 juin, 15h30                |                               |                               | 18 juin, 18h00 | 18 juin, 18h00 | 18 juin, 18h00 | 18 juin, 18h00 |
|  | [3.1] Guinée     | [3.1] Guinée     | 20               | 20               | Tunisie  | Tunisie  | 23             | 23             |                               |                               |                               |                               | 18 juin, 18h00 | 18 juin, 18h00 | 18 juin, 18h00 | 18 juin, 18h00 |
|  | 15 juin, 12h00   |                  |                  |                  | Tunisie  | Tunisie  | 23             | 23             |                               |                               |                               |                               | 18 juin, 18h00 | 18 juin, 18h00 | 18 juin, 18h00 | 18 juin, 18h00 |
|  |                  |                  | Angola           | Angola           | 27a. p.  | 27a. p.  |                |                |                               |                               |                               |                               | 18 juin, 18h00 | 18 juin, 18h00 | 18 juin, 18h00 | 18 juin, 18h00 |
|  | [C1] Angola      | [C1] Angola      | Angola           | Angola           | 27a. p.  | 27a. p.  | 29             | 29             |                               |                               |                               |                               | 18 juin, 18h00 | 18 juin, 18h00 | 18 juin, 18h00 | 18 juin, 18h00 |
|  | [C1] Angola      | [C1] Angola      | 16 juin, 18h00   |                  |          |          | 29             | 29             |                               |                               |                               |                               | 18 juin, 18h00 | 18 juin, 18h00 | 18 juin, 18h00 | 18 juin, 18h00 |
|  | [B2] RD Congo    | [B2] RD Congo    | 20               | 20               |          |          |                |                |                               |                               |                               |                               | 18 juin, 18h00 | 18 juin, 18h00 | 18 juin, 18h00 | 18 juin, 18h00 |
|  | [B2] RD Congo    | [B2] RD Congo    | 20               | 20               | Angola   | Angola   | 25             | 25             |                               |                               |                               |                               |                |                |                |                |
|  | 15 juin, 18h00   |                  |                  |                  | Angola   | Angola   | 25             | 25             |                               |                               |                               |                               |                |                |                |                |
|  |                  |                  | Cameroun         | Cameroun         | 15       | 15       |                |                |                               |                               |                               |                               |                |                |                |                |
|  | [B1] Cameroun    | [B1] Cameroun    | Cameroun         | Cameroun         | 15       | 15       | 44             | 44             |                               |                               |                               |                               |                |                |                |                |
|  | [B1] Cameroun    | [B1] Cameroun    |                  |                  |          |          |                |                |                               |                               |                               |                               |                |                |                |                |
|  | [3.2] Nigeria    | [3.2] Nigeria    | 14               | 14               |          |          |                |                |                               |                               |                               |                               |                |                |                |                |
|  | [3.2] Nigeria    | [3.2] Nigeria    | 14               | 14               | Cameroun | Cameroun | 22             | 22             | Match pour la troisième place | Match pour la troisième place | Match pour la troisième place | Match pour la troisième place |                |                |                |                |
|  | 15 juin, 16h00   |                  |                  |                  | Cameroun | Cameroun | 22             | 22             | Match pour la troisième place | Match pour la troisième place | Match pour la troisième place | Match pour la troisième place |                |                |                |                |
|  |                  |                  | Congo            | Congo            | 21       | 21       |                |                | 18 juin, 15h00                | 18 juin, 15h00                | 18 juin, 15h00                | 18 juin, 15h00                |                |                |                |                |
|  | [C2] Congo       | [C2] Congo       | Congo            | Congo            | 21       | 21       | 21             | 21             | 18 juin, 15h00                | 18 juin, 15h00                | 18 juin, 15h00                | 18 juin, 15h00                |                |                |                |                |
|  | [C2] Congo       | [C2] Congo       |                  |                  |          |          |                | 21             |                               |                               | Tunisie                       | Tunisie                       | 22             | 22             |                |                |
|  | [A2] Sénégal     | [A2] Sénégal     | 20               | 20               |          |          |                |                |                               |                               | Tunisie                       | Tunisie                       | 22             | 22             |                |                |
|  | [A2] Sénégal     | [A2] Sénégal     | 20               | 20               | Congo    | Congo    | 17             | 17             |                               |                               |                               |                               |                |                |                |                |
|  |                  |                  |                  |                  |          |          |                |                |                               |                               |                               |                               |                |                |                |                |

### Quarts de finale
| 15 juin 2021 12 h 00 | Angola    | 29 – 20 | RD Congo | Palais polyvalent des sports de Yaoundé, Yaoundé |
| 15 juin 2021 12 h 00 | (15 – 10) |         |          | Palais polyvalent des sports de Yaoundé, Yaoundé |

| 15 juin 2021 14 h 00 | Tunisie  | 27 – 20 | Guinée | Palais polyvalent des sports de Yaoundé, Yaoundé |
| 15 juin 2021 14 h 00 | (15 – 7) |         |        | Palais polyvalent des sports de Yaoundé, Yaoundé |

| 15 juin 2021 16 h 00 | Congo    | 21 – 20 | Sénégal | Palais polyvalent des sports de Yaoundé, Yaoundé |
| 15 juin 2021 16 h 00 | (11 – 6) |         |         | Palais polyvalent des sports de Yaoundé, Yaoundé |

| 15 juin 2021 18 h 00 | Cameroun | 44 – 14 | Nigeria | Palais polyvalent des sports de Yaoundé, Yaoundé |
| 15 juin 2021 18 h 00 | (26 – 3) |         |         | Palais polyvalent des sports de Yaoundé, Yaoundé |

### Demi-finales
| 16 juin 2021 15 h 30 | Tunisie            | 23 – 27 (ap) | Angola | Palais polyvalent des sports de Yaoundé, Yaoundé |
| 16 juin 2021 15 h 30 | (12 – 11, 21 – 21) |              |        | Palais polyvalent des sports de Yaoundé, Yaoundé |
| 16 juin 2021 15 h 30 | Prol. : 2 – 6      |              |        | Palais polyvalent des sports de Yaoundé, Yaoundé |

| 16 juin 2021 18 h 00 | Cameroun  | 22 – 21 | Congo | Palais polyvalent des sports de Yaoundé, Yaoundé |
| 16 juin 2021 18 h 00 | (12 – 10) |         |       | Palais polyvalent des sports de Yaoundé, Yaoundé |

### Match pour la troisième place
| 18 juin 2021 15 h 00 | Tunisie  | 22 – 17 | Congo | Palais polyvalent des sports de Yaoundé, Yaoundé |
| 18 juin 2021 15 h 00 | (12 – 7) |         |       | Palais polyvalent des sports de Yaoundé, Yaoundé |

### Finale
| 18 juin 2021 18 h 00 | Angola   | 25 – 15 | Cameroun | Palais polyvalent des sports de Yaoundé, Yaoundé |
| 18 juin 2021 18 h 00 | (14 – 7) |         |          | Palais polyvalent des sports de Yaoundé, Yaoundé |

## Autres matchs de classement

### Matchs de classement de la9eà la11eplace- Coupe du Président
|    | Équipe     | Pts | J | G | N | P | Bp | Bc | Diff |
| -- | ---------- | --- | - | - | - | - | -- | -- | ---- |
| 9  | Cap-Vert   | 4   | 2 | 2 | 0 | 0 | 57 | 38 | 19   |
| 10 | Kenya      | 2   | 2 | 1 | 0 | 1 | 55 | 57 | -2   |
| 11 | Madagascar | 0   | 2 | 0 | 0 | 2 | 46 | 63 | -17  |

| 14 juin 2021 16 h 00 | Madagascar | 30 – 33 | Kenya | Palais polyvalent des sports de Yaoundé, Yaoundé |
| 14 juin 2021 16 h 00 | (15 – 17)  |         |       | Palais polyvalent des sports de Yaoundé, Yaoundé |

| 15 juin 2021 20 h 00 | Cap-Vert  | 30 – 16 | Madagascar | Gymnase ENSTP, Yaoundé |
| 15 juin 2021 20 h 00 | (16 – 10) |         |            | Gymnase ENSTP, Yaoundé |

| 17 juin 2021 18 h 00 | Cap-Vert  | 27 – 22 | Kenya | Palais polyvalent des sports de Yaoundé, Yaoundé |
| 17 juin 2021 18 h 00 | (12 – 12) |         |       | Palais polyvalent des sports de Yaoundé, Yaoundé |

### Matchs de classement de la5eà la8eplace
|  | Demi-finales de classement | Demi-finales de classement | Demi-finales de classement | Demi-finales de classement |                        |          | Match pour la 5e place | Match pour la 5e place | Match pour la 5e place | Match pour la 5e place |
|  |                            |                            |                            |                            |                        |          |                        |                        |                        |                        |
|  | 16 juin, 10h00             | 16 juin, 10h00             | 16 juin, 10h00             | 16 juin, 10h00             |                        |          | 17 juin, 16h00         | 17 juin, 16h00         | 17 juin, 16h00         | 17 juin, 16h00         |
|  | Guinée                     | Guinée                     | 26                         | 26                         |                        |          | 17 juin, 16h00         | 17 juin, 16h00         | 17 juin, 16h00         | 17 juin, 16h00         |
|  | Guinée                     | Guinée                     | 26                         | 26                         |                        |          | 17 juin, 16h00         | 17 juin, 16h00         | 17 juin, 16h00         | 17 juin, 16h00         |
|  | RD Congo                   | RD Congo                   | 33                         | 33                         |                        |          | 17 juin, 16h00         | 17 juin, 16h00         | 17 juin, 16h00         | 17 juin, 16h00         |
|  | RD Congo                   | RD Congo                   | 33                         | 33                         | RD Congo               | RD Congo | 14                     | 14                     |                        |                        |
|  | 16 juin, 12h00             |                            |                            |                            | RD Congo               | RD Congo | 14                     | 14                     |                        |                        |
|  |                            |                            | Sénégal                    | Sénégal                    | 24                     | 24       |                        |                        |                        |                        |
|  | Nigeria                    | Nigeria                    | Sénégal                    | Sénégal                    | 24                     | 24       | 15                     | 15                     |                        |                        |
|  | Nigeria                    | Nigeria                    |                            |                            |                        |          |                        | 15                     |                        |                        |
|  | Sénégal                    | Sénégal                    | 32                         | 32                         |                        |          |                        |                        |                        |                        |
|  | Sénégal                    | Sénégal                    | 32                         | 32                         | Match pour la 7e place |          |                        |                        |                        |                        |
|  |                            |                            |                            |                            |                        |          |                        |                        |                        |                        |
|  | 17 juin, 14h00             |                            |                            |                            |                        |          |                        |                        |                        |                        |
|  | Guinée                     | Guinée                     | 25                         | 25                         |                        |          |                        |                        |                        |                        |
|  | Guinée                     | Guinée                     | 25                         | 25                         |                        |          |                        |                        |                        |                        |
|  | Nigeria                    | Nigeria                    | 21                         | 21                         |                        |          |                        |                        |                        |                        |
|  | Nigeria                    | Nigeria                    | 21                         | 21                         |                        |          |                        |                        |                        |                        |

Demi-finales de classement
| 16 juin 2021 10 h 00 | Guinée    | 26 – 33 | RD Congo | Palais polyvalent des sports de Yaoundé, Yaoundé |
| 16 juin 2021 10 h 00 | (13 – 18) |         |          | Palais polyvalent des sports de Yaoundé, Yaoundé |

| 16 juin 2021 12 h 00 | Nigeria  | 15 – 32 | Sénégal | Palais polyvalent des sports de Yaoundé, Yaoundé |
| 16 juin 2021 12 h 00 | (4 – 16) |         |         | Palais polyvalent des sports de Yaoundé, Yaoundé |

Match pour la 7e place
| 17 juin 2021 14 h 00 | Guinée    | 25 – 21 | Nigeria | Palais polyvalent des sports de Yaoundé, Yaoundé |
| 17 juin 2021 14 h 00 | (11 – 11) |         |         | Palais polyvalent des sports de Yaoundé, Yaoundé |

Match pour la 5e place
| 17 juin 2021 16 h 00 | RD Congo | 14 – 24 | Sénégal | Palais polyvalent des sports de Yaoundé, Yaoundé |
| 17 juin 2021 16 h 00 | (6 – 14) |         |         | Palais polyvalent des sports de Yaoundé, Yaoundé |

## Bilan

### Classement final
Les quatre premières équipes sont qualifiées pour le championnat du monde 2021 :
| Rang                        | Équipe     |
| --------------------------- | ---------- |
| Médaille d'or, Afrique      | Angola     |
| Médaille d'argent, Afrique  | Cameroun   |
| Médaille de bronze, Afrique | Tunisie    |
| 4                           | Congo      |
| 5                           | Sénégal    |
| 6                           | RD Congo   |
| 7                           | Guinée     |
| 8                           | Nigeria    |
| 9                           | Cap-Vert   |
| 10                          | Kenya      |
| 11                          | Madagascar |

### Statistiques et récompenses
Les statistiques et récompenses sont,, :
- Meilleure joueuse : Isabel Guialo,  Angola
- Meilleure gardienne de but : Fadia Omrani,  Tunisie
- Meilleure ailière gauche : Helena Paulo,  Angola
- Meilleure ailière droite : Raïssa Dapina,  Sénégal
- Meilleure arrière gauche : Isabel Guialo,  Angola
- Meilleure arrière droite : Karichma Ekoh,  Cameroun
- Meilleure demi-centre : Sondes Hachana,  Tunisie
- Meilleure pivot : Albertina Kassoma,  Angola

## Effectifs des équipes sur le podium

### Championne d'Afrique:Angola
L'effectif de l'équipe d'Angola, championne d'Afrique, est composé de,. :
- Paulina Bazolau da Silva
- Teresa Almeida
- Helena de Sousa
- Stelvia de Jesus Pascoal
- Magda Cazanga
- Vilma Silva
- Natália Bernardo
- Dalva Peres
- Juliana Machado
- Carolina Morais
- Natália Kamalandua
- Wuta Dombaxe
- Azenaide Carlos
- Helena Paulo
- Isabel Guialo
- Marília Quizelete
- Albertina Kassoma
- Liliana Venâncio.

Entraîneur :
  Filipe Cruz.

### Vice-championne d'Afrique:Cameroun
L'effectif de l'équipe du Cameroun , vice-championne d'Afrique, est composé de :
- Berthe Abiabakon
- Marie-Paule Balana
- Noëlle Mben
- Vanessa Djiepmou
- Adjani Ngouoko
- Paola Ebanga Baboga
- Amélie Mvoua
- Anne Essam
- Karichma Ekoh
- Pétronie Ateba Engadi
- Claudia Eyenga Ndjong
- Liliane Maffo Kamga
- Appoline Ekobena
- Clarisse Madjoufang
- Yolande Touba
- Jacqueline Mossy
- Yvette Yuoh
- Jasmine Yotchoum.

Entraîneur :
  Serge Christian Guébogo.

### Médaillée de bronze:Tunisie
L'effectif de l'équipe du Tunisie, médaillée de bronze, est composé de, :
- Fadia Omrani
- Omaima Gdoura
- Fatma Bouri
- Boutheïna Amiche
- Maroua Dhaouadi
- Sawar Ben Abdallah
- Sondes Hachana
- Aya Masri
- Samia Belhaj
- Rakia Rezgui
- Mouna Glizi
- Meriem Gmar
- Fadwa Aouij
- Oumayma Dardour
- Maycem Azri
- Aya Ben Abdallah
- Nada Zelfani.

Entraîneur :
  Moez Ben Amor.